# Céline Vogt
Chiara Céline Vogt (* 13. November 1990 in Köln) ist eine deutsche Synchronsprecherin und Musicaldarstellerin.

## Leben
Céline Vogt begann mit vier Jahren in der Ballettschule ihrer Mutter (Ballettschule Cadanse in Köln) mit Tanzunterricht. Dort trainierte sie in den Tanzformen Ballett, Jazz, Stepp und Hip-Hop. Im Jahr 2009 machte sie ihr deutsches und französisches Abitur am Gymnasium Kreuzgasse in Köln. Anschließend begann sie die Ausbildung zur Musicaldarstellerin in den Bereichen Tanz, Gesang und Schauspiel an der Joop van den Ende Academy in Hamburg, die sie 2012 abschloss. Seitdem war sie in zahlreichen nationalen und internationalen Musical-Produktionen zu sehen. Seit 2004 lieh sie zudem als Synchronsprecherin vielen Charakteren ihre Stimme. Zu den bekanntesten Rollen zählen unter anderem Laura in Lauras Stern, Luise und Lotte in Das doppelte Lottchen und Maggie in Fragile.

## Musical
- Hairspray (als Louann) – Musik & Theater Saar, 2012
- La Cage aux Folles (als Anne) – Grenzlandtheater Aachen, 2012/13
- Die Schöne und das Biest (als Silly Girl) – Théâtre Mogador (Paris), 2013/14
- Shrek – Das Musical (als Teen Fiona) – Capitol Theater Düsseldorf und Tournee, 2014/15
- Cats (als Sillabub) – Freilichtspiele Tecklenburg, 2015
- Evita (als Cover Mistress) – Ronacher Theater Wien, 2016
- Mozart! Das Musical (als Sophie Weber) – Theater am Marientor und Culture Square Theatre Shanghai, 2016/17
- Shrek – Das Musical (als Teen Fiona) – Freilichtspiele Tecklenburg, 2017
- Rebecca (Ensemble) – Freilichtspiele Tecklenburg, 2017
- Tanz der Vampire (Rote-Stiefel-Solo) – Theater St. Gallen, 2017/18
- Peter Pan (als Tinkerbell) – Freilichtspiele Tecklenburg, 2018
- Les Misérables (Ensemble) – Freilichtspiele Tecklenburg, 2018
- Spamalot (als Ni Fürst) – Freilichtspiele Tecklenburg, 2018
- Anastasia (Swing) – Stage Palladium Theater Stuttgart, 2018/19
- My fair Lady (Dance Captain) – Grenzlandtheater Aachen, 2019/20
- Sweeney Todd (als Johanna) – Musikalische Komödie (Oper Leipzig), 2021
- Himmel und Kölle (als Maike / Dance Captain) – Volksbühne am Rudolfplatz (Köln), 2021/22
- Mamma Mia! (Swing / Cover Lisa) – Stage Theater Neue Flora (Hamburg), 2022

## Hörspiel- und Radioaufnahmen
(seit 1996)
Auswahl:
- Aurora in 5 Minuten Leben (1996)
- Lina in Jakob der Lügner (2002)
- Die Birnen von Ribbeck (WDR-Produktion) (2002)
- Warten auf Weihnachten (2003)
- Elsa in Wie verliebt man seinen Vater? (WDR-Produktion) (2003)
- Venus in Darmstadt, wir haben ein Problem (WDR-LIVE-Produktion) (2004)
- Anna in Hechtsommer (WDR-Produktion) (2004)
- Sophie in Freddy – ein wildes Hamsterleben (2004)
- Kahu in Whale Rider (WDR-Produktion) (2005)
- Luxa in Gregor und die graue Prophezeiung Teil 1 (Oetinger Verlag) (2005)
- Nora in Designer-Baby (NDR-Produktion) (2005)
- Shona in Emilys Geheimnis (WDR-Produktion) (2005) – auch Gesang des Titelsongs
- Flippi in Freche Mädchen Freche Bücher/Liebe macht blond (2005)
- Luxa in Gregor und der Schlüssel zur Macht Teil 2 (Oetinger Verlag) (2006)
- Janey in Regentage (WDR-Produktion) (2006)
- Shona in Emilys Abenteuer Teil 2 (WDR-Produktion) (2007)
- Luxa in Gregor und der Spiegel der Wahrheit Teil 3 (Oetinger Verlag) (2007)
- Marion in Die Orangenbäume von Versailles, Sendetermin: März 2008 (WDR) (2007)
- Luxa in Gregor und der Fluch des Unterlandes Teil 4 (Oetinger Verlag) (2008)
- Luxa in Gregor und das Schwert des Kriegers Teil 5 (Oetinger Verlag) (2009)
- Tess in Morland von Peter Schwindt, Headroom (2010/11/12)

## Synchron
(seit 2004)
- Laura in Lauras Stern (Warner-Bros.-Produktion) (2004)
- Greta in Der kleine Eisbär 2 – Die geheimnisvolle Insel (Warner-Bros.-Produktion) (2005)
- Laura in Lauras Weihnachtsstern (Warner-Bros.-Produktion) (2006)
- Maggy in Fragile (Splendid-Produktion) (2006)
- Luise und Lotte in Das doppelte Lottchen (Warner-Bros.-Produktion) (2007)
- Tigermädchen in Kleiner Dodo (Warner-Bros.-Produktion) (2007)
- Sandra in Sandra, die Märchendetektivin (Disney-Serie mit 52 Folgen) (2009)

## Computerspiele
- Lauras Vorschule (Teil 1–4)
- Der kleine Eisbär

## Sonstiges
- Gewinnerin des Lesewettbewerbs 2002 in Köln
- Laudatio bei der Hörbuchverleihung für Wenn dich ein Löwe nach der Uhrzeit fragt (2005)
- Als Pechmarie und Röschen in „WWW – Verwunschen und vernetzt“ (Musical von Werner Bauer und Florian Miro) – Sieger des Creators Wettbewerb Hamburg 2017